# Marie de Maupeou
Pour les autres membres de la famille, voir Famille de Maupeou.
Marie de Maupeou, est une bienfaitrice française. Née vers 1590, elle meurt à Paris le 22 avril 1681, « aimée et respectée de tous », nous dit Saint-Simon, et regrettée par les pauvres et les malades qu'elle n'avait jamais cessé de secourir.
Elle est aussi la mère de Nicolas Fouquet, célèbre surintendant des finances de Louis XIV.

## Biographie
Marie de Maupeou est la fille de Gilles Ier de Maupeou, intendant et contrôleur général des finances et de Marie Morelly. En 1610, elle épouse François IV Fouquet, alors magistrat au parlement de Paris. D'une grande piété, elle se consacre avant tout à l'éducation de ses enfants. De ses six fils, trois seront prêtres et ses six filles seront religieuses. L'aîné François V Fouquet deviendra évêque de Bayonne, d'Agde, puis archevêque de Narbonne ; Nicolas recevra pour sa part une charge de magistrat en 1633, puis deviendra le célèbre surintendant des finances de Louis XIV en 1653, jusqu'à sa chute en 1661 ; leur troisième fils, Basile, dit « l'abbé Fouquet », sera chef de la police secrète de Mazarin.

### Œuvres de charité
Lorsqu'en 1634, saint Vincent de Paul fonde les Filles de la charité, Marie Fouquet est l'une des premières à répondre à son appel. Elle prête sa maison pour y tenir les assemblées du petit groupe. « Monsieur Vincent », auquel la lie une mutuelle et profonde amitié, écrit : « Si, par malheur, l'Évangile était perdu, on en retrouverait l'esprit et les maximes dans les mœurs et les sentiments de Mme Fouquet. » Saint-Simon cite « la vertu, le courage, la singulière piété de cette dame, mère des pauvres. » Elle visite les malades à l'hôtel-Dieu de Paris, aide de ses deniers les galériens et installe à Maincy les Filles de la Charité pour soigner les familles des ouvriers occupés à la bâtisse du fastueux château de Vaux que fait construire son fils. Elle est réputée pour des méthodes de médecines réputées merveilleuses. Des gens de cour aussi bien que des pauvres la réclamaient à leur chevet, dont la reine Marie-Thérèse elle-même lui dut la vie, en novembre 1664, lorsque, après des couches difficiles, elle avait été prise de convulsions infectieuses dont les médecins avaient désespéré de la sauver. 
Durant sa vie, Mme Fouquet se refusa toujours à publier ses recettes mais, après sa mort, son fils Louis Fouquet, évêque d'Agde, les réunit dans un petit volume qui connut une grande vogue : Les remèdes charitables de Madame Fouquet, pour guérir à peu de frais toute forme de maux tant internes qu'externes, invétérez, et qui ont passé jusques à présent pour incurables, expérimentez par la même Dame… (Lyon, Jean Certe, 1685).
Elle fut Dame de la Charité de l'hôtel-Dieu de Paris (1634), directrice de l'hôpital des Filles de la Providence de Paris (1658), supérieure des Dames de la Propagation de La Foi (1664). Sa sœur, Madeleine-Élisabeth de Maupeou, fut supérieure de la Visitation de Caen, Bayonne et Paris. Elle fut en rapport étroit avec saint Vincent de Paul et saint Jean Eudes, qui lui confia un temps l'institut de Notre-Dame du Refuge.

### Chute du surintendant
Marie de Maupeou avait déjà donné des signes de sa force d'âme, mais la disgrâce de son fils devait en fournir un exemple frappant. Soucieuse avant tout du salut de ceux qu'elle aimait, ce n'est pas sans inquiétude qu'elle assista à l'ascension prodigieuse de son fils Nicolas. 
Au matin du 5 septembre 1661, étant à sa maison de Paris, quand elle apprend l'arrestation du surintendant, Mme Fouquet tombe à genoux et dit simplement : « Je vous remercie, mon Dieu ! Je vous ai toujours demandé son salut : en voici le chemin. » Cette parole cornélienne est rapportée par tous les mémorialistes du temps. Mais l'épreuve qui fond ainsi sur son fils atteint toute la famille dont le jeune et inflexible Louis XIV exile sans pitié tous les membres. Sa belle-fille et elle, autorisées à rester à Paris, s'occupent exclusivement du prisonnier, font démarches sur démarches, accumulent les requêtes. Mais la peine de son fils, condamné au bannissement perpétuel est commuée en prison perpétuelle et Fouquet doit partir aussitôt pour la forteresse de Pignerol. Quant à Marie de Maupeou et à sa belle-fille, elles reçoivent l'ordre de se retirer immédiatement à Moulins en Bourbonnais.

De longues années passent — Fouquet restera seize ans à Pignerol — durant lesquelles les rares nouvelles que peut donner le prisonnier sont bien faites pour rassurer sa mère sur les sentiments chrétiens avec lesquels il supporte ses épreuves. Ayant joint, un jour, quelques lignes au courrier que sa belle-fille est autorisée, deux fois par an, à faire passer à son mari, celui-ci répond à sa femme : 

« J'ai regardé le billet de ma mère comme un miracle et comme une relique. Sa main est plus forte que la mienne et sa bonté est extrême pour un fils qui lui a donné tant de déplaisir… Je la supplie de me pardonner si je prie Dieu tous les jours et toutes les heures que la couronne qu'elle a méritée par ses vertueuses souffrances lui soit encore retardée jusqu'à ce qu'il me soit permis de m'aller jeter à ses pieds et de ne plus me séparer d'elle et de vous que par une mort qui ne me sera point désagréable quand j'aurai fait mon devoir. »

 Le vœu de Fouquet ne sera pas exaucé puisqu'il mourra à Pignerol, le 23 mars 1680. Sa mère, alors âgée de 90 ans, n'aura jamais pu le revoir.

## Publications
- Les remèdes charitables de Madame Fouquet : pour guérir à peu de frais toute sorte de maux externes, invétérés, et qui ont passé jusqu'à présent pour incurables : augmentés … d'avis et de remarques nécessaires pour se servir … de ces remèdes …[6] : tome premier (édition de 1712) ; tome second (même édition)
  - (de) Sehr nützliches Artzney-Buch : welches auff alle inn- und euserliche Zufälle, so wohl vor Manns- als Weibs-Personen die allerleichtesten und bewährtesten Medicamenta, meistentheils Hauß-Mittel in sich hält, damit in Ermangelung eines Medici ein ieder sich und seiner Gesundheit selbst rathen könne ; mit vielen herrlichen Secretis, Dresde, Winckler, 1708
  - (it) Secretti overo rimedii. Per sanare con poca spesa ogni sorte di infirmità interne, e esterne, invecchiate, e passate fino al presente per incurabili …, Venise, 1717 — De « madama Fochetti ».
  - (es) Obras medico-chirurgicas … economia de la salud del cuerpo humano : ahorro de medicos, cirujanos, y botica : prontuario de secretos caseros, faciles, y seguros en la practica … para que todos puedan usar de ellos en bien de los pobres, y enfermos[7], trad. Francisco Monroy y Olaso, Valladolid, 1750 : tome premier, 1750 ; tome second, 1748

## Hommages
Le cratère vénusien Fouquet a été nommé en son honneur.

## Filmographie
Marie de Maupeou est interprétée par Marie-Christine Adam dans le téléfilm Le Roi, l'Écureuil et la Couleuvre (2011).

## Sources